# South Church
South Church – wieś w Anglii, w hrabstwie Durham. Leży 16 km na południowy zachód od miasta Durham i 364 km na północ od Londynu.